# ユートゥルナ

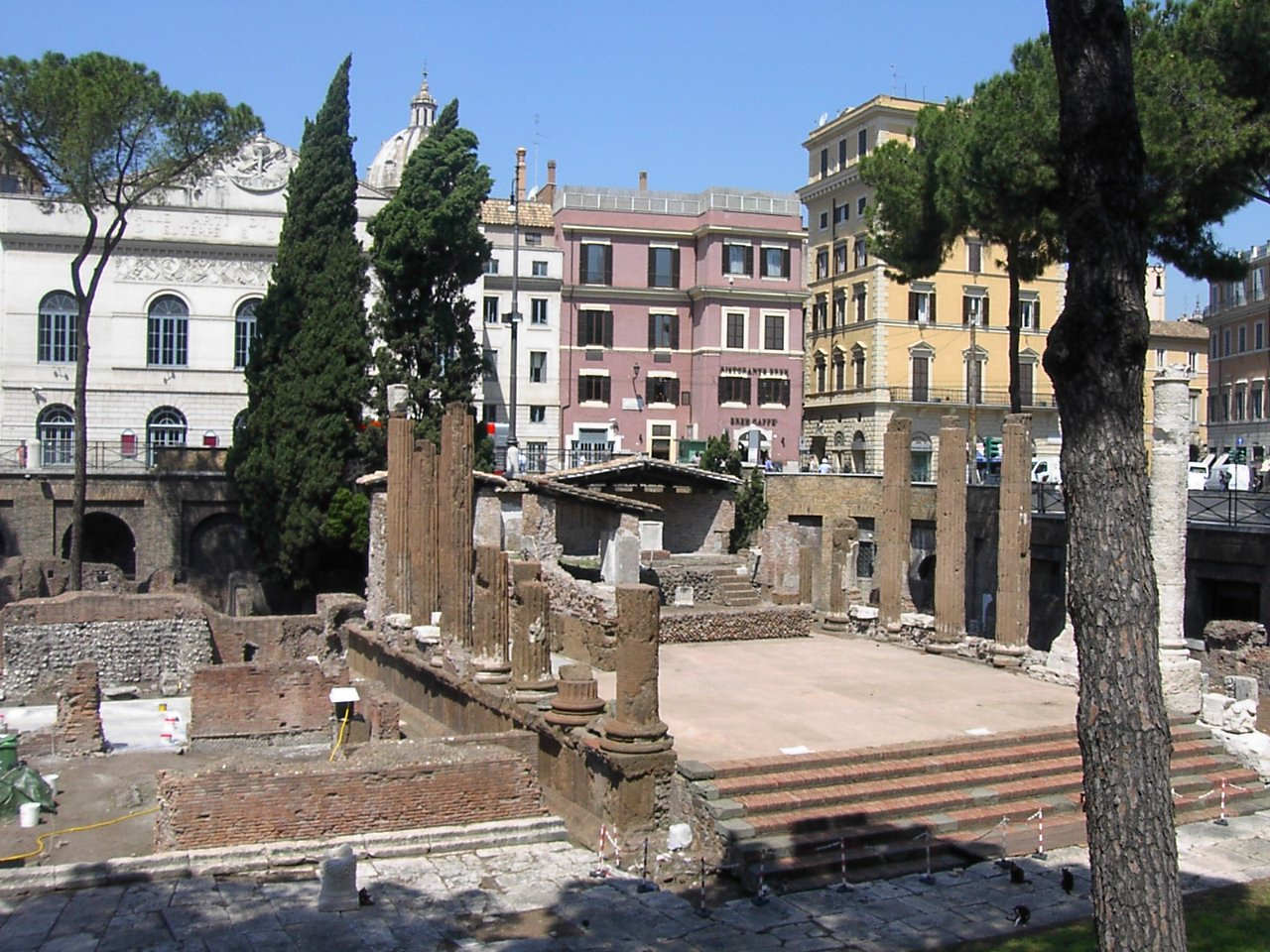
ローマのトッレ・アルジェンティーナ広場にあるユートゥルナの神殿

ユートゥルナ（ラテン語: Juturna）は、ローマ神話における噴水・井戸・泉の女神である。長母音を省略してユトゥルナとも表記される。
ウェルギリウスの『アエネーイス』によると、ラティウム地方の都市アルデアの王ダウヌスとウェニーリアの子で、トゥルヌスの妹。トロイアの英雄アイネイアースとの戦いの際にトゥルヌスが剣を落とすと新たな剣を与えたり、戦場で殺されそうになったトゥルヌスをその場から連れ去ったりという形で助けている。また、ヤーヌスとの間にフォントゥスという子をもうけている。ユーピテルは彼女を水のニュムペーとし、ラティウムのラウィーニウムにある聖なる泉を与えた。また、フォルム・ロマヌムのウェスタ神殿の近くにも泉が与えられた。後者の泉のとなりに作られた池を「ユートゥルナの泉」と呼んだ。ユートゥルナとユーピテルの間には情事があったが、その秘密を別のニュムペーであるラールンダ（ラレースの母）が漏らしてしまい、怒ったユーピテルはラールンダが口をきけないようにした。